# Gavre

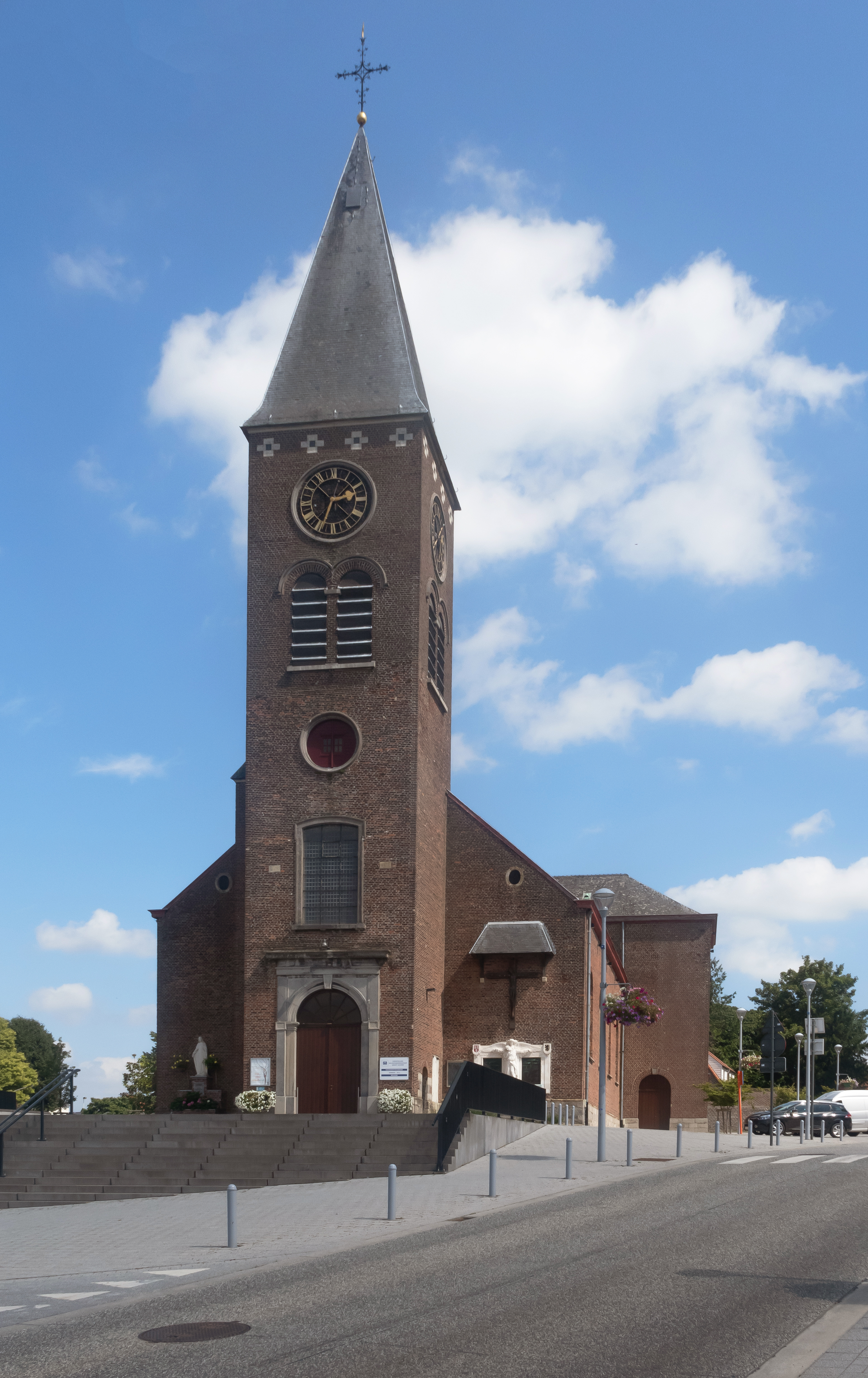
Église paroissiale Saint-Amand

Gavre, en néerlandais Gavere, est une commune néerlandophone de Belgique située en Région flamande, dans la province de Flandre-Orientale. En 1453, Philippe le Bon y défit les Gantois révoltés (bataille de Gavre).

## Sections de la commune
| # | Section          | Superf. (km²) | Habitants (2020) | Habitants par km² | Code INS |
| - | ---------------- | ------------- | ---------------- | ----------------- | -------- |
| 1 | Gavere (I)       | 4,41          | 2.834            | 642               | 44020A   |
| 2 | Semmerzake (III) | 4,60          | 1.585            | 344               | 44020B   |
| 3 | Vurste (IV)      | 3,78          | 1.029            | 272               | 44020C   |
| 4 | Baaigem (VI)     | 3,82          | 589              | 154               | 44020D   |
| 5 | Dikkelvenne (V)  | 9,14          | 2.293            | 251               | 44020E   |
| 6 | Asper (II)       | 5,83          | 4.572            | 784               | 44020F   |

### Communes limitrophes
- a. Melsen (Merelbeke)
- b. Schelderode (Merelbeke)
- c. Munte (Merelbeke)
- d. Scheldewindeke (Oosterzele)
- e. Velzeke-Ruddershove (Zottegem)
- f. Dikkele (Zwalm)
- g. Beerlegem (Zwalm)
- h. Meilegem
- i. Nederzwalm-Hermelgem
- j. Zingem
- k. Huise (Zingem)
- l. Ouwegem (Zingem)
- m. Nazareth
- n. Eke (Nazareth)
- o. Zevergem (De Pinte)

## Démographie

### Évolution démographique: Avant la fusion des communes
- Sources : INS, Rem. : 1831 jusqu'en 1970 = recensements, 1976 = nombre d'habitants au 31 décembre[2].

### Évolution démographique de la commune fusionnée
Graphe de l'évolution de la population de la commune. Les données ci-après intègrent les anciennes communes dans les données avant la fusion en 1977.
- Source : DGS - Remarque: 1831 jusqu'à 1981=recensement; depuis 1990=nombre d'habitants chaque 1er janvier[3]

## Histoire
Gavre est connue pour la bataille de Gavre, qui a eu lieu en 1453 entre le duc de Bourgogne Philippe le Bon et les Gantois qui se sont révoltés contre les impôts élevés.
Le plus ancien document entièrement néerlandais a été trouvé à Boechaute, un hameau de Dikkelvenne. La lettre dite des échevins est un acte notarié du XIIIe siècle.
Le 12 octobre 1540, les terres de Gavre et Sottinghien sont érigées en principauté, par lettres données à Bruxelles, au bénéfice de Françoise de Luxembourg (Maison de Luxembourg), dame de Fiennes, fille de Jacques de Luxembourg, seigneur de Fiennes, Armentières, Sottinghien, etc., veuve de Jean, comte d'Egmont (maison d'Egmond), chevalier de la Toison d'Or, mort le 19 avril 1528. Gavre et Sottinghien, unies et annexées relèveront du comté d'Alost sous la dénomination de principauté de Gavre.
Gavre a été autorisée à utiliser le titre de principauté depuis le XVIe siècle. La commune de Gavre a le même statut (droits et obligations) que toutes les autres communes de Belgique. Lamoral d'Egmont, seigneur de Zottegem et gouverneur de Flandre, a hérité de sa mère Françoise de Luxembourg ce titre de « prince de Gavre » (accordé par l'empereur Charles Quint) lors de son mariage avec Sabine de Bavière en 1544.
En 1857, la « gare de Gavre » est mise en service, elle est renommée « Gavere-Asper » en 1946. En 2020, la gare de Gavere-Asper est toujours en service, c'est une halte de la Société nationale des chemins de fer belges (SNCB). Elle dispose de deux quais avec des abris, le passage d'un quai à l'autre s'effectue par le passage à niveau routier.

## Héraldique
|  | La commune possède des armoiries qui lui ont été octroyées le 19 octobre 1819. changées le 6 juillet 1840 et à nouveau octroyées le 6 février 1993. En 1813, le conseil local appliqua ces armoiries sans autre explication. La première édition date de 1819 et montre les trois lions. En 1840, les armoiries ont été changées, les lions devenant rouges et placés à la bordure. En 1993, les armoiries ont été corrigées. Les trois lions sont ceux des seigneurs de Gavre, l'une des familles les plus puissantes du XIIIe siècle en Flandre. Le plus ancien sceau de Gavre date de 1326 et montre un château à quatre tours. Devant la tour, il y a un petit écu mais on ne peut pas déterminer ce qui était montré sur le bouclier. Le contre-seing montre trois lions, jusqu'à la fin du XVIIIe siècle. Sur la base de ce dernier sceau, les armoiries ont été attribuées avec trois lions d'or et une lettre G pour Gavre afin de les distinguer des armoiries de Dikkelvenne dotées d'un D. En 1838, une devise erronée donnée à la municipalité donna naissance à de nouvelles armoiries, les trois éléments étant à la limite. Ce n’est qu’en 1993 que les trois lions ont été restaurés, maintenant dans la couleur argent appropriée. Cette année, une couronne de prince a été ajoutée, le comté de Gavre ayant été promu à la Principauté en 1540. Blasonnement : De gueules aux trois lions d'argent posés deux et un. L'écu timbré d'une couronne à cinq fleurons d'or. Source du blasonnement : Heraldy of the World. |

## Seigneurs

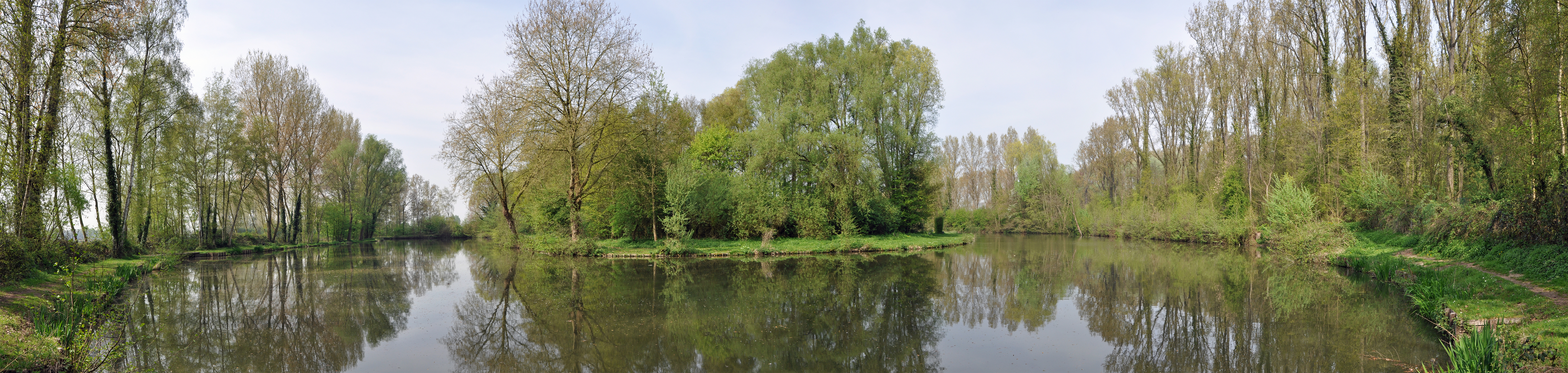
Ancien bras de l'Escaut près de Gavre

- Maison de Gavre
- Maison de Gavre et de Liedekerke
- Liste des seigneurs de Gavre